# بيتر ماليك
بيتر ماليك (بالإنجليزية: Peter Malick)‏ هو منتج أسطوانات ومغن مؤلف أمريكي، ولد في 28 نوفمبر 1951 في بروكلين في الولايات المتحدة.

## وصلات خارجية
- بيتر ماليك على موقع IMDb (الإنجليزية)
- بيتر ماليك على موقع ميوزك برينز (الإنجليزية)
- بيتر ماليك على موقع ديسكوغز (الإنجليزية)